# Межевой Камень
Межевой Камень — скала на Среднем Урале в Пермском крае, Россия. Скала расположена возле реки Сылвы. Геологический памятник регионального значения и популярное место туризма.

## Описание
Скала имеет многогранную форму. Скальные выступы видны только со стороны реки Сылвы. На вершине и по склонам произрастает хвойный лес. В отвесной стене скалы есть небольшая пещера.